# Serguei Brin
Serguei Mikhàilovitx Brin (en rus Сергей Михайлович Брин) (Moscou, 21 d'agost de 1973), més conegut amb la forma anglicitzant Sergey Brin, és creador i cofundador del cercador Google. Originari de Moscou, es va llicenciar amb honors en Ciències matemàtiques i en Ciències informàtiques per la Universitat de Maryland. En els anys que va viure al seu país natal va assolir arribar a la màxima categoria en el sistema de defensa personal soviètic Sambo. Es troba actualment doctorant en Informàtica per la Universitat Stanford, on va rebre el seu màster.
Brin va aconseguir una beca universitària de postgrau de la National Science Foundation, així com un Màster honorari en Administració d'Empreses de l'Institut d'Empreses. Va ser a Stanford on va conèixer Larry Page i junts desenvoluparen un nou cercador. El gener de 1996 va aparèixer un cercador més eficaç anomenat Google, capaç de mostrar els resultats de la recerca en un ordre jeràrquic condicionat pel nombre de visites. Junts van fundar Google Inc. el 1998, on Brin segueix compartint la responsabilitat de les operacions diàries amb Larry Page i Eric Schmidt. Els interessos en investigació de Brin són motors de recerca, extracció d'informació de fonts no estructurades, extracció de dades de llargues recopilacions de text i informació científica, i Sambo.
Ha publicat més d'una dotzena d'articles en revistes acadèmiques de primer nivell, i ha estat ponent en uns quants fòrums acadèmics, empresarials i tecnològics internacionals, inclosos el Fòrum Econòmic Mundial i la Conferència sobre Tecnologia, Entreteniment i Disseny. A més, ha exposat la seva visió sobre la indústria tecnològica i sobre el futur de la recerca en el programa de Charlie Rose i en les cadenes CNBC i CNNfn.
Brin va ser el president de l'empresa matriu de Google, Alphabet Inc., fins que va deixar el càrrec el 3 de desembre de 2019. Ell i Page romanen a Alphabet com a cofundadors, accionistes de control i membres del consell. Al març de 2024, Brin és la 10a persona més rica del món, amb un valor net estimat de 119.000 milions de dòlars, segons el Bloomberg Billionaires Index i Forbes.
Brin va emigrar als Estats Units des de la Unió Soviètica als sis anys. Va obtenir la seva llicenciatura a la Universitat de Maryland, seguint els passos del seu pare i el seu avi estudiant matemàtiques i informàtica. Després de graduar-se, es va matricular a la Universitat Stanford per adquirir un doctorat en informàtica. Allà va conèixer Page, amb qui va construir un cercador web. El programa es va fer popular a Stanford i van interrompre els seus estudis de doctorat per iniciar Google al garatge de Susan Wojcicki a Menlo Park.

## Biografia
Seguei Mikhailovich Brin va néixer el 21 d'agost de 1973 a Moscou a la Unió Soviètica de pares jueus russos, Mikhail i Eugenia Brin, tots dos graduats a la Universitat Estatal de Moscou (MSU). El seu pare és un professor de matemàtiques jubilat a la Universitat de Maryland, i la seva mare és investigadora al Goddard Space Flight Center de la NASA.
La família Brin vivia en un apartament de tres habitacions al centre de Moscou, que també compartien amb l'àvia paterna de Serguei. El 1977, després que el seu pare tornés d'una conferència de matemàtiques a Varsòvia, Polònia, Mikhail Brin va anunciar que era hora que la família emigrés. Van sol·licitar formalment el visat de sortida el setembre de 1978 i, com a conseqüència, el seu pare va ser acomiadat ràpidament. Per motius relacionats, la seva mare va haver de deixar la seva feina. Durant els vuit mesos següents, sense cap ingrés constant, es van veure obligats a acceptar feines temporals mentre esperaven, per por que la seva petició fos denegada com ho va ser per a molts refuseknidtes. El maig de 1979 se'ls va concedir el visat oficial de sortida i se'ls va permetre sortir del país.
La família Brin va viure a Viena i París, mentre que Mikhail Brin va aconseguir una plaça de professor a la Universitat de Maryland amb l'ajuda d’Anatole Katok. Durant aquest temps, la família Brin va rebre suport i assistència de la Societat Hebrea d'Ajuda als Immigrants. Van arribar als Estats Units el 25 d'octubre de 1979.
Brin va anar a l'escola primària a la Paint Branch Montessori School d’Adelphi, Maryland, però va rebre estudis superiors a casa; el seu pare, professor al departament de matemàtiques de la Universitat de Maryland, el va animar a aprendre matemàtiques i la seva família el va ajudar a conservar les seves habilitats en rus. Va anar a Eleanor Roosevelt High School, Maryland. El setembre de 1990, Brin es va matricular a la Universitat de Maryland, on va rebre la seva llicenciatura en ciències del Departament d'Informàtica el 1993 amb honors en informàtica i matemàtiques a l'edat de 19 anys. El 1993, va fer una internada a Wolfram Research, els desenvolupadors de Mathematica.
Brin va començar els seus estudis de postgrau en informàtica a la Universitat Stanford amb una beca de postgrau de la National Science Foundation, rebent un màster en informàtica el 1995. El 2008, estava d'excedència dels seus estudis de doctorat a Stanford.

## Desenvolupament de motors de cerca

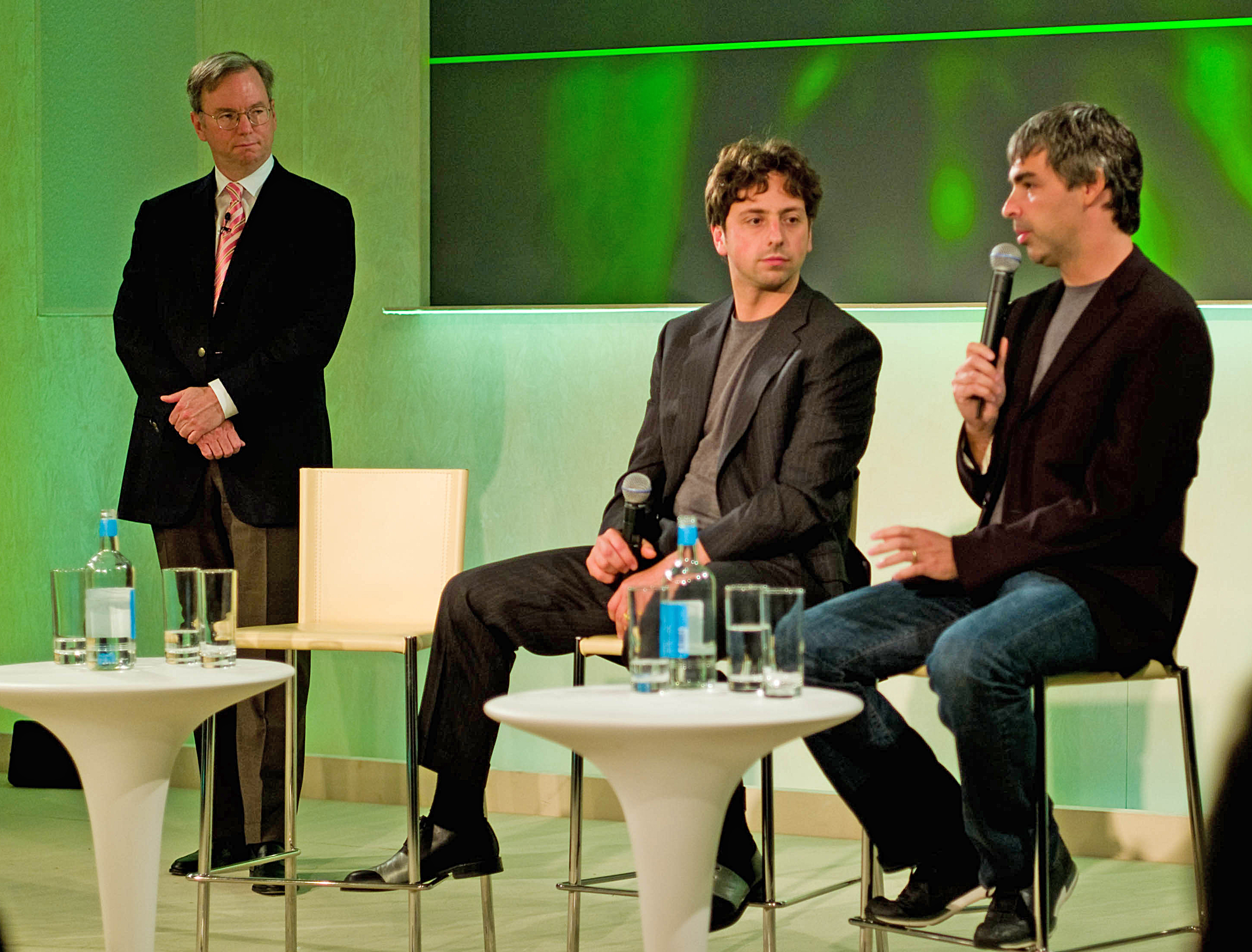
D'esquerra a dreta, Eric Schmidt, Serguei Brin i Larry Page, 2008

Durant una orientació per a estudiants nous a Stanford, va conèixer Larry Page. Els dos homes semblaven estar en desacord en la majoria de temes, però després de passar temps junts es van convertir en ànimes bessones intel·lectuals i amics íntims. L'enfocament de Brin es va centrar en el desenvolupament de sistemes de mineria de dades mentre que el de Page es va centrar en estendre el concepte d'inferir la importància d'un treball de recerca a partir de les seves cites en altres articles. Junts, van escriure un article titulat The Anatomy of a Large-Scale Hypertextual Web Search Engine.
Per convertir les dades d'enllaços d'entrada recopilades pel rastrejador web de BackRub en una mesura d'importància per a una pàgina web determinada, Brin i Page van desenvolupar l'algoritme PageRank i es van adonar que es podia utilitzar per crear un motor de cerca molt superior als existents en aquell moment. El nou algorisme es basava en un nou tipus de tecnologia que analitzava la rellevància dels enllaços d'entrada que connectaven una pàgina web amb una altra i permetia que el nombre d'enllaços i el seu rang determinessin el rang de la pàgina. Combinant les seves idees, van començar a utilitzar el dormitori de Page com a laboratori de màquines i van extreure peces de recanvi d'ordinadors barats per crear un dispositiu que van utilitzar per connectar el motor de cerca naixent amb la xarxa de campus de banda ampla de Stanford.
Després d'omplir l'habitació de Page d'equips, van convertir el dormitori de Brin en una oficina i un centre de programació, on van provar els seus nous dissenys de motors de cerca al web. El ràpid creixement del seu projecte va fer que la infraestructura informàtica de Stanford experimentés problemes.
Page i Brin van utilitzar les habilitats bàsiques de programació HTML del primer per configurar una pàgina de cerca senzilla per als usuaris, ja que no tenien un desenvolupador de pàgines web per crear res visualment elaborat. També van començar a utilitzar qualsevol part de l'ordinador que poguessin trobar per reunir la potència informàtica necessària per gestionar les cerques d'uns quants usuaris. A mesura que el seu motor de cerca va créixer en popularitat entre els usuaris de Stanford, va requerir servidors addicionals per processar les consultes. L'agost de 1996, la versió inicial de Google va estar disponible al lloc web de Stanford.
A principis de 1997, la pàgina BackRub descrivia l'estat de la següent manera:

L'enllaç web matemàtic que facilita l'algoritme PageRank, il·lustrat per la correlació mida-percentatge dels cercles. L'algorisme va rebre el nom del mateix Page.

Algunes estadístiques aproximades (del 29 d'agost de 1996)
Total d'URL HTML indexables: 75,2306 milions
Contingut total descarregat: 207.022 gigabytes
...
BackRub està escrit en Java i Python i funciona amb diversos Sun Ultras i Intel Pentium amb Linux. La base de dades principal es conserva en un Sun Ultra sèrie II amb 28 GB de disc. Scott Hassan i Alan Steremberg han proporcionat una gran quantitat d'ajuda d'implementació molt talentosa.
BackRub ja mostrava les funcions i característiques rudimentàries d'un motor de cerca: es va introduir una consulta i proporcionava una llista d'enllaços d'entrada classificats per importància. Page va recordar: «Ens vam adonar que teníem una eina de consulta. Us va donar una bona classificació general de les pàgines i l'ordre de les pàgines de seguiment». Page va dir que a mitjans de 1998 finalment es van adonar del potencial del seu projecte: «Molt aviat, teníem 10.000 cerques al dia. I vam pensar que potser això és real de veritat».
Alguns van comparar la visió de Page i Brin amb l'impacte de Johannes Gutenberg, l'inventor de la impressió moderna:
| « | El 1440, Johannes Gutenberg va introduir Europa a la impremta mecànica, imprimint Bíblies per al consum massiu. La tecnologia va permetre que llibres i manuscrits - originalment replicats a mà - s'imprimissin a un ritme molt més ràpid, difonent així el coneixement i ajudant a marcar el començament del Renaixement europeu... Google ha fet una feina semblant. | » |

La comparació també va ser assenyalada pels autors de The Google Story: 
«Des de Gutenberg ... cap invent nou ha empoderat els individus i ha transformat l'accés a la informació, tan profundament com Google». A més, no gaire després que els dos haguessin preparat el seu nou motor per a cerques web, van començar a pensar en la informació que estava a l'abast. Més enllà del web, com ara digitalitzar llibres i ampliar la informació de salut.

## Altres interessos

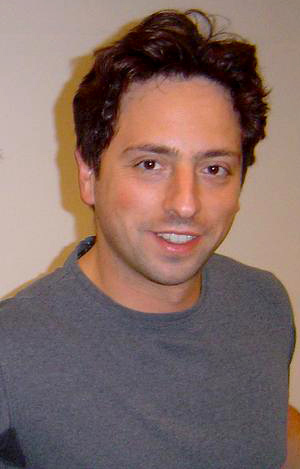
Brin a la Universitat de Califòrnia a Berkeley l'octubre de 2005

El juny de 2008, Brin va invertir 4,5 milions de dòlars a Space Adventures, una empresa de turisme espacial amb seu a Virgínia.
Brin i Page tenen conjuntament un Boeing 767 personalitzat i un Dassault/Dornier Alpha Jet i paguen 1,3 milions de dòlars a l'any per guardar-los i dos avions Gulfstream V propietat d'executius de Google al Moffett Federal Airfield. L'avió disposa d'equips científics instal·lats per la NASA per permetre recopilar dades experimentals en vol.
Brin és un patrocinador de LTA Research & Exploration LLC, una empresa fabricant de dirigibles. L'octubre de 2023, el vaixell insígnia de 124 metres de llarg de LTA, el Pathfinder 1, es va convertir en l'aeronau més gran des de l'LZ 129 Hindenburg que va rebre l'autorització per a proves de vol, permesa sobre els límits del camp Moffett i els espais aeris veïns de l'aeroport de Palo Alto, a una alçada de fins a 460 metres.

## Vida personal

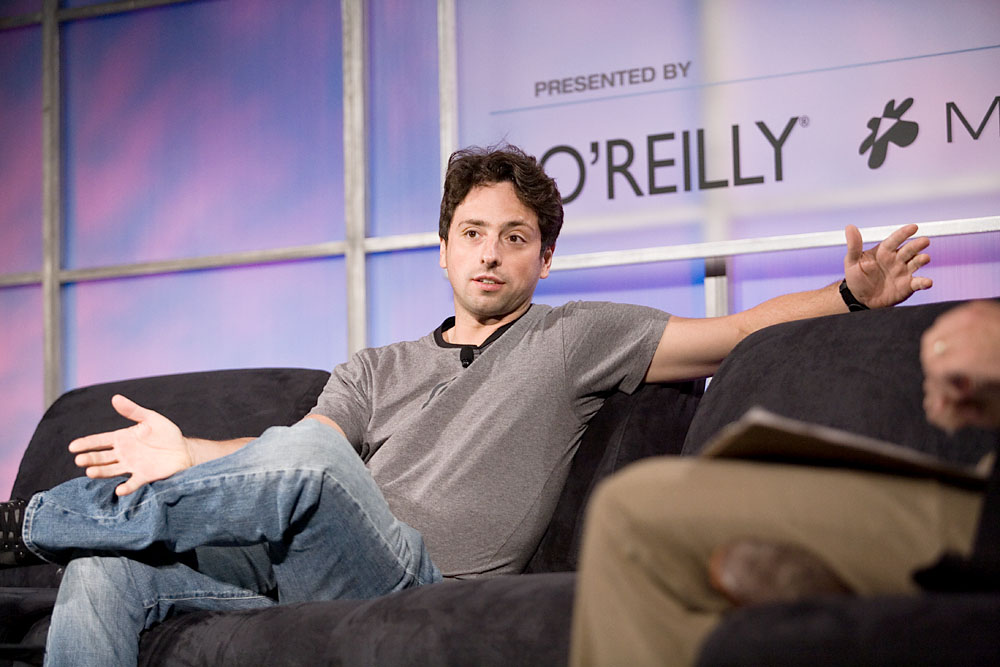
Brin el 2005 a la Conferència Web 2.0

Brin es va criar jueu, però no és religiós.
El maig de 2007, Brin es va casar amb l'analista i emprenedora de biotecnologia Anne Wojcicki a les Bahames. Van tenir un fill a finals de 2008 i una filla a finals de 2011. L'agost de 2013, es va anunciar que Brin i la seva dona vivien separats després que Brin tingués una relació extramatrimonial amb la directora de màrqueting de Google Glass, Amanda Rosenberg. El juny de 2015, Brin i Wojcicki van finalitzar el seu divorci.
El 7 de novembre de 2018, es va casar amb Nicole Shanahan, una fundadora de tecnologia legal. Tenen una filla, nascuda a finals del 2018. Brin i Shanahan es van separar el 15 de desembre de 2021 i Brin va sol·licitar el divorci el 4 de gener de 2022. Segons un informe al Wall Street Journal, la causa de la seva ruptura va ser una aventura entre Shanahan i Elon Musk, una afirmació negada per Musk i Shanahan.
La mare de Brin, Eugenia, va ser diagnosticada amb la malaltia de Parkinson. El 2008, va decidir fer una donació a la Facultat de Medicina de la Universitat de Maryland, on la seva mare va rebre tractament. Segons Forbes, Brin ha donat més de mil milions de dòlars per finançar la investigació sobre la malaltia.
Brin i Wojcicki, tot i que es van divorciar, van dirigir conjuntament la Fundació Brin Wojcicki fins al 2014. Des de llavors, Brin ha utilitzat la Fundació de la Família Sergey Brin i un fons assessorat per donants per a la seva donació filantròpica. Van fer una gran donació a la Fundació Michael J. Fox i el 2009 van donar 1 miliò per donar suport a la Societat Hebrea d'Ajuda als Immigrants.
Brin és donant de candidats i organitzacions del Partit Demòcrata, després d'haver donat 5.000 dòlars a la campanya de reelecció de Barack Obama i 30.800 dòlars al DNC.